# NGC 1146
NGC 1146 est une entrée du New General Catalogue qui concerne un corps céleste perdu ou inexistant. Cet objet a été enregistré par l'astronome américain Frank Müller] en 1886 dans la constellation de l'Éridan.